# Jean-François Barrière
Jean-François Barrière, född den 12 maj 1786 i Paris, död där den 22 augusti 1868, var en fransk historiker.
Barrière, som var avdelningschef i Paris-prefekturen, var medarbetare i tidningarna "Gazette de France", "Journal de Paris" och "Journal des débats" samt utövade därjämte ett flitigt historiskt författarskap. 
Bland hans mera betydande arbeten kan nämnas Tableau de genre et d’histoire (1828) och La cour et la ville sous Louis XIV, Louis XV et Louis XVI (1829). Dessutom utgav han "Mémoires de m:me Campan" (2 band; 1823), "Mémoires du comte Loménie de Brienne" (2 bd; 1828), vartill han som inledning fogade Essai sur les moeurs et les usages du XVII siècle.
Tillsammans med Saint-Albin Berville offentliggjorde han "Collection de mémoires relatifs à la révolution française" (47 band; 1822 ff.) och ensam "Bibliothèque des mémoires relatifs au XVIII siècle" (29 band; 1846–64). Dessa memoarsamlingar, till vilka Barrière fogade högst intressanta, men uteslutande i reaktionär anda avfattade noter, är synnerligen värdefulla för studiet av franska revolutionen.